# Damallsvenskan 2009
Damallsvenskan 2009 spelades mellan den 25 mars - 7 november 2009. Säsongen 2009 deltog 12 lag i Damallsvenskan, som spelas i 22 omgångar, med matcher mellan alla lag en gång på hemmaplan och en gång på bortaplan. Vinst ger 3 poäng, oavgjort 1 poäng och förlust 0 poäng.
Linköpings FC vann SM-guldet för första gången i klubbens historia.
Nykomlingar denna säsong var Piteå IF, som gjorde debut i högsta serien, och Stattena IF. Båda lagen åkte ur Damallsvenskan direkt och spelade i division 1 2010. Det var första gången sedan 2000 som nykomlingarna åkte ur serien direkt.
Mellan den 27 juli och 26 september 2009 gjordes ett två månader långt uppehåll för damernas Europamästerskap i Finland.

## Kvalificerade lag 2009
Följande lag var kvalificerade för Damallsvenskan 2009:
Från Damallsvenskan 2008  (10 lag)
1. AIK
2. Djurgårdens IF
3. Hammarby IF
4. Kopparbergs/Göteborg
5. Kristianstads DFF
6. LdB FC Malmö
7. Linköpings FC
8. Sunnanå SK
9. Umeå IK

Från Div 1 (2 lag)
1. Piteå IF
2. Stattena IF

## Tabeller

### Poängtabell
| Nr | Lag                  | S  | V  | O | F  | GM | IM | MS  | P  |
| -- | -------------------- | -- | -- | - | -- | -- | -- | --- | -- |
| 1  | Linköpings FC        | 22 | 15 | 4 | 3  | 45 | 11 | +34 | 49 |
| 2  | Umeå IK (RM)         | 22 | 15 | 3 | 4  | 53 | 22 | +31 | 48 |
| 3  | LdB FC Malmö         | 22 | 14 | 3 | 5  | 60 | 16 | +44 | 45 |
| 4  | Kopparbergs/Göteborg | 22 | 14 | 3 | 5  | 46 | 21 | +25 | 45 |
| 5  | KIF Örebro           | 22 | 13 | 3 | 6  | 34 | 25 | +9  | 42 |
| 6  | Djurgårdens IF       | 22 | 13 | 2 | 7  | 53 | 29 | +24 | 41 |
| 7  | Sunnanå SK           | 22 | 10 | 2 | 10 | 28 | 27 | +1  | 32 |
| 8  | AIK                  | 22 | 7  | 3 | 12 | 29 | 38 | −9  | 24 |
| 9  | Hammarby IF          | 22 | 6  | 3 | 13 | 29 | 38 | −9  | 21 |
| 10 | Kristianstads DFF    | 22 | 6  | 0 | 16 | 32 | 61 | −29 | 18 |
| 11 | Piteå IF (U)         | 22 | 2  | 3 | 17 | 16 | 59 | −43 | 9  |
| 12 | Stattena IF (U)      | 22 | 1  | 3 | 18 | 14 | 92 | −78 | 6  |

### Resultattabell
| Hemma \ Borta        | AIK | DIF | HIF | KIF | KG  | KDFF | LDB | LFC | PIF | SIF | SSK | UIK |
| AIK                  | —   | 2–4 | 1–1 | 0–2 | 0–1 | 2–1  | 1–2 | 1–2 | 3–1 | 1–1 | 1–2 | 0–2 |
| Djurgårdens IF       | 2–3 | —   | 5–2 | 2–0 | 1–0 | 4–0  | 0–3 | 0–1 | 4–0 | 6–0 | 2–0 | 2–5 |
| Hammarby IF          | 2–0 | 0–1 | —   | 0–2 | 1–4 | 3–1  | 0–1 | 0–3 | 2–2 | 4–1 | 0–1 | 4–1 |
| KIF Örebro           | 1–0 | 2–2 | 2–1 | —   | 0–0 | 3–1  | 2–1 | 2–0 | 1–0 | 7–1 | 1–0 | 0–1 |
| Kopparbergs/Göteborg | 3–4 | 3–1 | 1–1 | 4–0 | —   | 2–1  | 2–1 | 0–1 | 7–0 | 2–0 | 1–0 | 1–0 |
| Kristianstads DFF    | 3–2 | 2–3 | 3–1 | 2–3 | 0–3 | —    | 2–7 | 1–2 | 2–0 | 4–0 | 3–2 | 0–1 |
| LdB FC Malmö         | 2–0 | 4–0 | 2–1 | 1–1 | 4–0 | 6–0  | —   | 0–0 | 7–0 | 8–0 | 0–4 | 1–2 |
| Linköpings FC        | 5–0 | 2–0 | 1–0 | 4–0 | 0–1 | 2–0  | 0–0 | —   | 5–1 | 2–2 | 0–0 | 4–0 |
| Piteå IF             | 0–1 | 0–2 | 0–2 | 2–1 | 1–2 | 3–0  | 0–2 | 0–4 | —   | 1–2 | 0–2 | 1–1 |
| Stattena IF          | 0–4 | 0–7 | 1–2 | 0–2 | 0–8 | 2–5  | 0–7 | 1–3 | 2–2 | —   | 0–5 | 1–3 |
| Sunnanå SK           | 0–2 | 0–5 | 1–0 | 1–2 | 0–0 | 2–1  | 0–1 | 0–3 | 2–1 | 4–0 | —   | 0–3 |
| Umeå IK              | 1–1 | 0–0 | 4–2 | 2–0 | 5–1 | 8–0  | 1–0 | 2–1 | 5–1 | 5–0 | 1–2 | —   |

## Matcher

### Omgång 1
|  | Onsdag 25 mars | Umeå IK                                   | 2 – 0   | Örebro | Gammliavallen, Umeå                        |                                            |
|  |                | Madelaine Edlund 28′ Madelaine Edlund 72′ | rapport |        | Publik: 512 Domare: Lena Arwedal, Mellerud | Publik: 512 Domare: Lena Arwedal, Mellerud |
|  |                |                                           |         |        | Publik: 512 Domare: Lena Arwedal, Mellerud | Publik: 512 Domare: Lena Arwedal, Mellerud |
|  |                |                                           |         |        | Publik: 512 Domare: Lena Arwedal, Mellerud | Publik: 512 Domare: Lena Arwedal, Mellerud |

|  | Lördag 28 mars | Göteborg                                | 2 – 1   | LdB FC              | Valhalla IP, Göteborg                     |                                           |
|  |                | Jane Törnqvist 36′ Linnea Liljegärd 55′ | rapport | 11′ Therese Sjögran | Publik: 590 Domare: Eva Ödlund, Sundsvall | Publik: 590 Domare: Eva Ödlund, Sundsvall |
|  |                |                                         |         |                     | Publik: 590 Domare: Eva Ödlund, Sundsvall | Publik: 590 Domare: Eva Ödlund, Sundsvall |
|  |                |                                         |         |                     | Publik: 590 Domare: Eva Ödlund, Sundsvall | Publik: 590 Domare: Eva Ödlund, Sundsvall |

|  | Onsdag 1 april | Stattena | 0 – 7   | Djurgården | Olympia, Helsingborg                  |                                       |
|  |                |          | rapport | 5′ Viktoria Svensson 19′ Sara Thunebro 54′ Malin Engdahl 61′ Viktoria Svensson 65′ Marijke Callebaut 78′ Alexandra Höglund 88′ Alexandra Höglund | Publik: 645 Domare: Paula Törn, Lagan | Publik: 645 Domare: Paula Törn, Lagan |
|  |                |          |         | | Publik: 645 Domare: Paula Törn, Lagan | Publik: 645 Domare: Paula Törn, Lagan |
|  |                |          |         | | Publik: 645 Domare: Paula Törn, Lagan | Publik: 645 Domare: Paula Törn, Lagan |

|  | Onsdag 1 april | Hammarby                                | 2 – 0   | AIK | Hammarby IP, Stockholm                                   |                                                          |
|  |                | Johanna Andersson 39′ Lisa Björkvik 91′ | rapport |     | Publik: 1 346 Domare: Mari-Louise Svanström, Trollhättan | Publik: 1 346 Domare: Mari-Louise Svanström, Trollhättan |
|  |                |                                         |         |     | Publik: 1 346 Domare: Mari-Louise Svanström, Trollhättan | Publik: 1 346 Domare: Mari-Louise Svanström, Trollhättan |
|  |                |                                         |         |     | Publik: 1 346 Domare: Mari-Louise Svanström, Trollhättan | Publik: 1 346 Domare: Mari-Louise Svanström, Trollhättan |

|  | Onsdag 1 april | Piteå                                                       | 3 – 0   | Kristianstad | LF Arena, Piteå                              |                                              |
|  |                | June Pedersen 1′ June Pedersen 50′ Linnea Nilsson-Waara 85′ | rapport |              | Publik: 2 243 Domare: Susanne Borg, Göteborg | Publik: 2 243 Domare: Susanne Borg, Göteborg |
|  |                |                                                             |         |              | Publik: 2 243 Domare: Susanne Borg, Göteborg | Publik: 2 243 Domare: Susanne Borg, Göteborg |
|  |                |                                                             |         |              | Publik: 2 243 Domare: Susanne Borg, Göteborg | Publik: 2 243 Domare: Susanne Borg, Göteborg |

|  | Torsdag 2 april | Sunnanå | 0 – 3   | Linköping                                                       | Norrvalla IP, Skellefteå                         |                                                  |
|  |                 |         | rapport | 48′ Marie-Louise Skålberg 55′ Maria Karlsson 85′ Caroline Seger | Publik: 601 Domare: Susanna Johansson, Huskvarna | Publik: 601 Domare: Susanna Johansson, Huskvarna |
|  |                 |         |         |                                                                 | Publik: 601 Domare: Susanna Johansson, Huskvarna | Publik: 601 Domare: Susanna Johansson, Huskvarna |
|  |                 |         |         |                                                                 | Publik: 601 Domare: Susanna Johansson, Huskvarna | Publik: 601 Domare: Susanna Johansson, Huskvarna |

### Omgång 2
|  | Lördag 4 april | Djurgården                                                                            | 4 – 0   | Piteå | Östermalms IP, Stockholm                   |                                            |
|  |                | Therese Brogårde 17′ Viktoria Svensson 51′ Linda Fagerström 65′ Viktoria Svensson 66′ | rapport |       | Publik: 872 Domare: Sara Persson, Rävlanda | Publik: 872 Domare: Sara Persson, Rävlanda |
|  |                |                                                                                       |         |       | Publik: 872 Domare: Sara Persson, Rävlanda | Publik: 872 Domare: Sara Persson, Rävlanda |
|  |                |                                                                                       |         |       | Publik: 872 Domare: Sara Persson, Rävlanda | Publik: 872 Domare: Sara Persson, Rävlanda |

|  | Söndag 5 april | Linköping | 0 – 1   | Göteborg            | Folkungavallen, Linköping                 |                                           |
|  |                |           | rapport | 41′ Johanna Almgren | Publik: 829 Domare: Eva Ödlund, Sundsvall | Publik: 829 Domare: Eva Ödlund, Sundsvall |
|  |                |           |         |                     | Publik: 829 Domare: Eva Ödlund, Sundsvall | Publik: 829 Domare: Eva Ödlund, Sundsvall |
|  |                |           |         |                     | Publik: 829 Domare: Eva Ödlund, Sundsvall | Publik: 829 Domare: Eva Ödlund, Sundsvall |

|  | Söndag 5 april | LdB FC                            | 2 – 1   | Hammarby          | Hästhagens IP, Malmö                         |                                              |
|  |                | Frida Nordin 53′ Frida Nordin 91′ | rapport | 66′ Leena Puranen | Publik: 705 Domare: Linn Wikström, Stockholm | Publik: 705 Domare: Linn Wikström, Stockholm |
|  |                |                                   |         |                   | Publik: 705 Domare: Linn Wikström, Stockholm | Publik: 705 Domare: Linn Wikström, Stockholm |
|  |                |                                   |         |                   | Publik: 705 Domare: Linn Wikström, Stockholm | Publik: 705 Domare: Linn Wikström, Stockholm |

|  | Måndag 6 april | Örebro                | 1 – 0   | Sunnanå | Behrn Arena, Örebro                        |                                            |
|  |                | Edda Gardarsdottir 6′ | rapport |         | Publik: 614 Domare: Susanne Borg, Göteborg | Publik: 614 Domare: Susanne Borg, Göteborg |
|  |                |                       |         |         | Publik: 614 Domare: Susanne Borg, Göteborg | Publik: 614 Domare: Susanne Borg, Göteborg |
|  |                |                       |         |         | Publik: 614 Domare: Susanne Borg, Göteborg | Publik: 614 Domare: Susanne Borg, Göteborg |

|  | Måndag 6 april | AIK              | 1 – 1   | Stattena                | Skytteholms IP, Solna                            |                                                  |
|  |                | Anne Mäkinen 49′ | rapport | 24′ Caroline Pettersson | Publik: 362 Domare: Susanna Johansson, Huskvarna | Publik: 362 Domare: Susanna Johansson, Huskvarna |
|  |                |                  |         |                         | Publik: 362 Domare: Susanna Johansson, Huskvarna | Publik: 362 Domare: Susanna Johansson, Huskvarna |
|  |                |                  |         |                         | Publik: 362 Domare: Susanna Johansson, Huskvarna | Publik: 362 Domare: Susanna Johansson, Huskvarna |

|  | Onsdag 8 april | Kristianstad | 0 – 1   | Umeå IK             | Vilans IP, Kristianstad                                |                                                        |
|  |                |              | rapport | 84′ Sofia Jacobsson | Publik: 932 Domare: Mari-Louise Svanström, Trollhättan | Publik: 932 Domare: Mari-Louise Svanström, Trollhättan |
|  |                |              |         |                     | Publik: 932 Domare: Mari-Louise Svanström, Trollhättan | Publik: 932 Domare: Mari-Louise Svanström, Trollhättan |
|  |                |              |         |                     | Publik: 932 Domare: Mari-Louise Svanström, Trollhättan | Publik: 932 Domare: Mari-Louise Svanström, Trollhättan |

### Omgång 3
|  | Måndag 13 april | Göteborg                                                             | 4 – 0   | Örebro | Valhalla IP, Göteborg                 |                                       |
|  |                 | Sara Linden 17′ Lisa Ek 21′ Linnea Liljegärd 54′ Johanna Almgren 86′ | rapport |        | Publik: 630 Domare: Paula Törn, Lagan | Publik: 630 Domare: Paula Törn, Lagan |
|  |                 |                                                                      |         |        | Publik: 630 Domare: Paula Törn, Lagan | Publik: 630 Domare: Paula Törn, Lagan |
|  |                 |                                                                      |         |        | Publik: 630 Domare: Paula Törn, Lagan | Publik: 630 Domare: Paula Törn, Lagan |

|  | Måndag 13 april | Hammarby | 0 – 3   | Linköping                                               | Hammarby IP, Stockholm                        |                                               |
|  |                 |          | rapport | 16′ Kosovare Asllani 58′ Maja Krantz 90′ Caroline Seger | Publik: 712 Domare: Jenny Palmqvist, Göteborg | Publik: 712 Domare: Jenny Palmqvist, Göteborg |
|  |                 |          |         |                                                         | Publik: 712 Domare: Jenny Palmqvist, Göteborg | Publik: 712 Domare: Jenny Palmqvist, Göteborg |
|  |                 |          |         |                                                         | Publik: 712 Domare: Jenny Palmqvist, Göteborg | Publik: 712 Domare: Jenny Palmqvist, Göteborg |

|  | Måndag 13 april | Kristianstad                           | 2 – 3   | Djurgården                                                         | Vilans IP, Kristianstad                          |                                                  |
|  |                 | Erla Arnardottir 18′ Frida Sjöfors 75′ | rapport | 5′ Anna-Kaisa Rantanen 66′ Marijke Callebaut 67′ Victoria Svensson | Publik: 893 Domare: Susanna Johansson, Huskvarna | Publik: 893 Domare: Susanna Johansson, Huskvarna |
|  |                 |                                        |         |                                                                    | Publik: 893 Domare: Susanna Johansson, Huskvarna | Publik: 893 Domare: Susanna Johansson, Huskvarna |
|  |                 |                                        |         |                                                                    | Publik: 893 Domare: Susanna Johansson, Huskvarna | Publik: 893 Domare: Susanna Johansson, Huskvarna |

|  | Måndag 13 april | Piteå | 0 – 1   | AIK                | LF Arena, Piteå                                          |                                                          |
|  |                 |       | rapport | 29′ Annica Sjölund | Publik: 2 012 Domare: Mari-Louise Svanström, Trollhättan | Publik: 2 012 Domare: Mari-Louise Svanström, Trollhättan |
|  |                 |       |         |                    | Publik: 2 012 Domare: Mari-Louise Svanström, Trollhättan | Publik: 2 012 Domare: Mari-Louise Svanström, Trollhättan |
|  |                 |       |         |                    | Publik: 2 012 Domare: Mari-Louise Svanström, Trollhättan | Publik: 2 012 Domare: Mari-Louise Svanström, Trollhättan |

|  | Måndag 13 april | Stattena | 0 – 7   | LdB FC | Olympia, Helsingborg                       |                                            |
|  |                 |          | rapport | 26′ Nilla Fischer 52′ Pavlina Scasná 53′ Frida Nordin 57′ Renata da Costa 78′ Maria Aronsson 88′ Aylin Yaren 90′ Christina Øyangen Ørntoft | Publik: 623 Domare: Lena Arwedal, Mellerud | Publik: 623 Domare: Lena Arwedal, Mellerud |
|  |                 |          |         | | Publik: 623 Domare: Lena Arwedal, Mellerud | Publik: 623 Domare: Lena Arwedal, Mellerud |
|  |                 |          |         | | Publik: 623 Domare: Lena Arwedal, Mellerud | Publik: 623 Domare: Lena Arwedal, Mellerud |

|  | Måndag 13 april | Umeå IK            | 1 – 2   | Sunnanå                             | Gammliavallen, Umeå                       |                                           |
|  |                 | Lisa Dahlkvist 72′ | rapport | 16′ Kathryn Gill 34′ Linda Fransson | Publik: 945 Domare: Eva Ödlund, Sundsvall | Publik: 945 Domare: Eva Ödlund, Sundsvall |
|  |                 |                    |         |                                     | Publik: 945 Domare: Eva Ödlund, Sundsvall | Publik: 945 Domare: Eva Ödlund, Sundsvall |
|  |                 |                    |         |                                     | Publik: 945 Domare: Eva Ödlund, Sundsvall | Publik: 945 Domare: Eva Ödlund, Sundsvall |

### Omgång 4
|  | Lördag 18 april | AIK                                   | 2 – 1   | Kristianstad        | Skytteholms IP, Stockholm                 |                                           |
|  |                 | Annica Sjölund 54′ Linda Sembrant 68′ | rapport | 57′ Sofie Andersson | Publik: 422 Domare: Eva Ödlund, Sundsvall | Publik: 422 Domare: Eva Ödlund, Sundsvall |
|  |                 |                                       |         |                     | Publik: 422 Domare: Eva Ödlund, Sundsvall | Publik: 422 Domare: Eva Ödlund, Sundsvall |
|  |                 |                                       |         |                     | Publik: 422 Domare: Eva Ödlund, Sundsvall | Publik: 422 Domare: Eva Ödlund, Sundsvall |

|  | Lördag 18 april | Sunnanå | 0 – 0   | Göteborg | Norrvalla IP, Skellefteå                     |                                              |
|  |                 |         | rapport |          | Publik: 483 Domare: Linn Wikström, Stockholm | Publik: 483 Domare: Linn Wikström, Stockholm |
|  |                 |         |         |          | Publik: 483 Domare: Linn Wikström, Stockholm | Publik: 483 Domare: Linn Wikström, Stockholm |
|  |                 |         |         |          | Publik: 483 Domare: Linn Wikström, Stockholm | Publik: 483 Domare: Linn Wikström, Stockholm |

|  | Lördag 18 april | LdB FC | 7 – 0   | Piteå | Hästhagens IP, Malmö                             |                                                  |
|  |                 | Therese Sjögran 2′ Renata da Costa 20′ Manon Melis 43′ Manon Melis 58′ Manon Melis 62′ Pavlina Scasná 63′ Pavlina Scasná 90′ | rapport |       | Publik: 453 Domare: Linda Johannesson, Jönköping | Publik: 453 Domare: Linda Johannesson, Jönköping |
|  |                 | |         |       | Publik: 453 Domare: Linda Johannesson, Jönköping | Publik: 453 Domare: Linda Johannesson, Jönköping |
|  |                 | |         |       | Publik: 453 Domare: Linda Johannesson, Jönköping | Publik: 453 Domare: Linda Johannesson, Jönköping |

|  | Söndag 19 april | Linköping                                | 2 – 2   | Stattena                                      | Folkungavallen, Linköping             |                                       |
|  |                 | Jessica Landström 62′ Caroline Seger 85′ | rapport | 18′ Emelie Stjärnfält 90′ Caroline Pettersson | Publik: 742 Domare: Paula Törn, Lagan | Publik: 742 Domare: Paula Törn, Lagan |
|  |                 |                                          |         |                                               | Publik: 742 Domare: Paula Törn, Lagan | Publik: 742 Domare: Paula Törn, Lagan |
|  |                 |                                          |         |                                               | Publik: 742 Domare: Paula Törn, Lagan | Publik: 742 Domare: Paula Törn, Lagan |

|  | Söndag 19 april | Örebro                           | 2 – 1   | Hammarby              | Behrn Arena, Örebro                                    |                                                        |
|  |                 | Maria Nordbrant 39′ Självmål 47′ | rapport | 11′ Kristin Bengtsson | Publik: 712 Domare: Mari-Louise Svanström, Trollhättan | Publik: 712 Domare: Mari-Louise Svanström, Trollhättan |
|  |                 |                                  |         |                       | Publik: 712 Domare: Mari-Louise Svanström, Trollhättan | Publik: 712 Domare: Mari-Louise Svanström, Trollhättan |
|  |                 |                                  |         |                       | Publik: 712 Domare: Mari-Louise Svanström, Trollhättan | Publik: 712 Domare: Mari-Louise Svanström, Trollhättan |

|  | Tisdag 21 april | Djurgården                                | 2 – 5   | Umeå IK                                                                                          | Kristinebergs IP, Stockholm                      |                                                  |
|  |                 | Linda Sällström 45+4′ Rebecca Johnson 78′ | rapport | 5′ Ramona Bachmann 17′ Mami Yamaguchi 37′ Hanna Ljungberg 45+2′ Maija Saari 76′ Madelaine Edlund | Publik: 512 Domare: Linda Johannesson, Jönköping | Publik: 512 Domare: Linda Johannesson, Jönköping |
|  |                 |                                           |         |                                                                                                  | Publik: 512 Domare: Linda Johannesson, Jönköping | Publik: 512 Domare: Linda Johannesson, Jönköping |
|  |                 |                                           |         |                                                                                                  | Publik: 512 Domare: Linda Johannesson, Jönköping | Publik: 512 Domare: Linda Johannesson, Jönköping |

### Omgång 5
|  | Fredag 1 maj | Djurgården                                | 2 – 3   | AIK                                                    | Kristinebergs IP, Stockholm             |                                         |
|  |              | Ann-Marie Norlin 57′ Therese Brogårde 80′ | rapport | 50′ Anne Mäkinen 65′ Annica Sjölund 82′ Annica Sjölund | Publik: 1 182 Domare: Paula Törn, Lagan | Publik: 1 182 Domare: Paula Törn, Lagan |
|  |              |                                           |         |                                                        | Publik: 1 182 Domare: Paula Törn, Lagan | Publik: 1 182 Domare: Paula Törn, Lagan |
|  |              |                                           |         |                                                        | Publik: 1 182 Domare: Paula Törn, Lagan | Publik: 1 182 Domare: Paula Törn, Lagan |

|  | Lördag 2 maj | Stattena | 0 – 2   | Örebro                                   | Olympia, Helsingborg                       |                                            |
|  |              |          | rapport | 38′ Sanna Talonen 54′ Edda Gardarsdottir | Publik: 421 Domare: Susanne Borg, Göteborg | Publik: 421 Domare: Susanne Borg, Göteborg |
|  |              |          |         |                                          | Publik: 421 Domare: Susanne Borg, Göteborg | Publik: 421 Domare: Susanne Borg, Göteborg |
|  |              |          |         |                                          | Publik: 421 Domare: Susanne Borg, Göteborg | Publik: 421 Domare: Susanne Borg, Göteborg |

|  | Lördag 2 maj | Piteå | 0 – 4   | Linköping                                                                                  | LF Arena, Piteå                                 |                                                 |
|  |              |       | rapport | 9′ Maria Karlsson 18′ Cathrine Paaske Sörensen 85′ Jessica Landström 87′ Jessica Landström | Publik: 1 331 Domare: Linn Andersson, Stockholm | Publik: 1 331 Domare: Linn Andersson, Stockholm |
|  |              |       |         |                                                                                            | Publik: 1 331 Domare: Linn Andersson, Stockholm | Publik: 1 331 Domare: Linn Andersson, Stockholm |
|  |              |       |         |                                                                                            | Publik: 1 331 Domare: Linn Andersson, Stockholm | Publik: 1 331 Domare: Linn Andersson, Stockholm |

|  | Lördag 2 maj | Umeå IK                                                                                             | 5 – 1   | Göteborg             | Gammliavallen, Umeå                         |                                             |
|  |              | Madelaine Edlund 8′ Ramona Bachmann 27′ Hanna Ljungberg 42′ Lisa Dahlkvist 67′ Madelaine Edlund 71′ | rapport | 49′ Linnea Liljegärd | Publik: 2 039 Domare: Eva Ödlund, Sundsvall | Publik: 2 039 Domare: Eva Ödlund, Sundsvall |
|  |              | |         |                      | Publik: 2 039 Domare: Eva Ödlund, Sundsvall | Publik: 2 039 Domare: Eva Ödlund, Sundsvall |
|  |              | |         |                      | Publik: 2 039 Domare: Eva Ödlund, Sundsvall | Publik: 2 039 Domare: Eva Ödlund, Sundsvall |

|  | Söndag 3 maj | Hammarby | 0 – 1   | Sunnanå             | Hammarby IP, Stockholm                           |                                                  |
|  |              |          | rapport | 16′ Carina Holmberg | Publik: 464 Domare: Susanna Johansson, Huskvarna | Publik: 464 Domare: Susanna Johansson, Huskvarna |
|  |              |          |         |                     | Publik: 464 Domare: Susanna Johansson, Huskvarna | Publik: 464 Domare: Susanna Johansson, Huskvarna |
|  |              |          |         |                     | Publik: 464 Domare: Susanna Johansson, Huskvarna | Publik: 464 Domare: Susanna Johansson, Huskvarna |

|  | Söndag 3 maj | Kristianstad                                      | 2 – 7   | LdB FC | Vilans IP, Kristianstad                      |                                              |
|  |              | Antonia Göransson 30′ Holmfridur Magnusdottir 73′ | rapport | 8′ Linda Forsberg 23′ Lina Nilsson 39′ Linda Forsberg 56′ Linda Forsberg 75′ Therese Sjögran 77′ Pavlina Scasná 89′ Självmål | Publik: 1 032 Domare: Sara Persson, Rävlanda | Publik: 1 032 Domare: Sara Persson, Rävlanda |
|  |              |                                                   |         | | Publik: 1 032 Domare: Sara Persson, Rävlanda | Publik: 1 032 Domare: Sara Persson, Rävlanda |
|  |              |                                                   |         | | Publik: 1 032 Domare: Sara Persson, Rävlanda | Publik: 1 032 Domare: Sara Persson, Rävlanda |

### Omgång 6
|  | Lördag 9 maj | Göteborg             | 1 – 1   | Hammarby          | Valhalla IP, Göteborg                            |                                                  |
|  |              | Linnea Liljegärd 26′ | rapport | 10′ Leena Puranen | Publik: 643 Domare: Linda Johannesson, Jönköping | Publik: 643 Domare: Linda Johannesson, Jönköping |
|  |              |                      |         |                   | Publik: 643 Domare: Linda Johannesson, Jönköping | Publik: 643 Domare: Linda Johannesson, Jönköping |
|  |              |                      |         |                   | Publik: 643 Domare: Linda Johannesson, Jönköping | Publik: 643 Domare: Linda Johannesson, Jönköping |

|  | Söndag 10 maj | Sunnanå                                                                      | 4 – 0   | Stattena | Norrvalla IP, Skellefteå              |                                       |
|  |               | Carina Holmberg 49′ Linda Fransson 61′ Linda Fransson 73′ Linda Fransson 89′ | rapport |          | Publik: 502 Domare: Paula Törn, Lagan | Publik: 502 Domare: Paula Törn, Lagan |
|  |               |                                                                              |         |          | Publik: 502 Domare: Paula Törn, Lagan | Publik: 502 Domare: Paula Törn, Lagan |
|  |               |                                                                              |         |          | Publik: 502 Domare: Paula Törn, Lagan | Publik: 502 Domare: Paula Törn, Lagan |

|  | Söndag 10 maj | Örebro                 | 1 – 0   | Piteå | Behrn Arena, Örebro                              |                                                  |
|  |               | Edda Gardarsdottir 90′ | rapport |       | Publik: 522 Domare: Susanna Johansson, Huskvarna | Publik: 522 Domare: Susanna Johansson, Huskvarna |
|  |               |                        |         |       | Publik: 522 Domare: Susanna Johansson, Huskvarna | Publik: 522 Domare: Susanna Johansson, Huskvarna |
|  |               |                        |         |       | Publik: 522 Domare: Susanna Johansson, Huskvarna | Publik: 522 Domare: Susanna Johansson, Huskvarna |

|  | Måndag 11 maj | AIK | 0 – 2   | Umeå IK                                   | Skytteholms IP, Stockholm                    |                                              |
|  |               |     | rapport | 21′ Ramona Bachmann 86′ Johanna Rasmussen | Publik: 1 036 Domare: Lena Arwedal, Mellerud | Publik: 1 036 Domare: Lena Arwedal, Mellerud |
|  |               |     |         |                                           | Publik: 1 036 Domare: Lena Arwedal, Mellerud | Publik: 1 036 Domare: Lena Arwedal, Mellerud |
|  |               |     |         |                                           | Publik: 1 036 Domare: Lena Arwedal, Mellerud | Publik: 1 036 Domare: Lena Arwedal, Mellerud |

|  | Måndag 11 maj | Linköping                                          | 2 – 0   | Kristianstad | Folkungavallen, Linköping                  |                                            |
|  |               | Jessica Landström 35′ Cathrine Paaske Sörensen 72′ | rapport |              | Publik: 585 Domare: Sara Persson, Rävlanda | Publik: 585 Domare: Sara Persson, Rävlanda |
|  |               |                                                    |         |              | Publik: 585 Domare: Sara Persson, Rävlanda | Publik: 585 Domare: Sara Persson, Rävlanda |
|  |               |                                                    |         |              | Publik: 585 Domare: Sara Persson, Rävlanda | Publik: 585 Domare: Sara Persson, Rävlanda |

|  | Tisdag 12 maj | LdB FC                                                                  | 4 – 0   | Djurgården | Malmö IP, Malmö                             |                                             |
|  |               | Linda Forsberg 36′ Frida Nordin 72′ Linda Forsberg 80′ Frida Nordin 86′ | rapport |            | Publik: 2 121 Domare: Eva Ödlund, Sundsvall | Publik: 2 121 Domare: Eva Ödlund, Sundsvall |
|  |               |                                                                         |         |            | Publik: 2 121 Domare: Eva Ödlund, Sundsvall | Publik: 2 121 Domare: Eva Ödlund, Sundsvall |
|  |               |                                                                         |         |            | Publik: 2 121 Domare: Eva Ödlund, Sundsvall | Publik: 2 121 Domare: Eva Ödlund, Sundsvall |

### Omgång 7
|  | Lördag 16 maj | Piteå | 0 – 2   | Sunnanå                            | LF Arena, Piteå                                |                                                |
|  |               |       | rapport | 9′ Kathryn Gill 60′ Linda Fransson | Publik: 1 406 Domare: Roland Adelsson, Vindeln | Publik: 1 406 Domare: Roland Adelsson, Vindeln |
|  |               |       |         |                                    | Publik: 1 406 Domare: Roland Adelsson, Vindeln | Publik: 1 406 Domare: Roland Adelsson, Vindeln |
|  |               |       |         |                                    | Publik: 1 406 Domare: Roland Adelsson, Vindeln | Publik: 1 406 Domare: Roland Adelsson, Vindeln |

|  | Lördag 16 maj | Stattena | 0 – 8   | Göteborg | Olympia, Helsingborg                             |                                                  |
|  |               |          | rapport | 25′ Linnea Liljegärd 27′ Linnea Liljegärd 35′ Sara Lindén 36′ Sara Lindén 44′ Linnea Liljegärd 62′ Linnea Liljegärd 85′ Sara Lindén 89′ Sara Lindén | Publik: 256 Domare: Linda Johannesson, Jönköping | Publik: 256 Domare: Linda Johannesson, Jönköping |
|  |               |          |         | | Publik: 256 Domare: Linda Johannesson, Jönköping | Publik: 256 Domare: Linda Johannesson, Jönköping |
|  |               |          |         | | Publik: 256 Domare: Linda Johannesson, Jönköping | Publik: 256 Domare: Linda Johannesson, Jönköping |

|  | Söndag 17 maj | Kristianstad                            | 2 – 3   | Örebro                                                      | Vilans IP, Kristianstad                       |                                               |
|  |               | Antonia Göransson 41′ Sofie Persson 84′ | rapport | 32′ Susanna Lehtinen 64′ Elin Magnusson 65′ Maria Nordbrant | Publik: 823 Domare: Linn Andersson, Stockholm | Publik: 823 Domare: Linn Andersson, Stockholm |
|  |               |                                         |         |                                                             | Publik: 823 Domare: Linn Andersson, Stockholm | Publik: 823 Domare: Linn Andersson, Stockholm |
|  |               |                                         |         |                                                             | Publik: 823 Domare: Linn Andersson, Stockholm | Publik: 823 Domare: Linn Andersson, Stockholm |

|  | Söndag 17 maj | Umeå IK                                                                        | 4 – 2   | Hammarby                              | Gammliavallen, Umeå                     |                                         |
|  |               | Hanna Ljungberg 6′ Madelaine Edlund 11′ Anna Paulson 21′ Johanna Rasmussen 73′ | rapport | 32′ Annica Svensson 87′ Leena Puranen | Publik: 1 246 Domare: Paula Törn, Lagan | Publik: 1 246 Domare: Paula Törn, Lagan |
|  |               |                                                                                |         |                                       | Publik: 1 246 Domare: Paula Törn, Lagan | Publik: 1 246 Domare: Paula Törn, Lagan |
|  |               |                                                                                |         |                                       | Publik: 1 246 Domare: Paula Törn, Lagan | Publik: 1 246 Domare: Paula Törn, Lagan |

|  | Söndag 17 maj | Djurgården | 0 – 1   | Linköping                     | Stockholms Stadion, Stockholm              |                                            |
|  |               |            | rapport | 82′ Margrét Lára Vidarsdottir | Publik: 372 Domare: Lena Arwedal, Mellerud | Publik: 372 Domare: Lena Arwedal, Mellerud |
|  |               |            |         |                               | Publik: 372 Domare: Lena Arwedal, Mellerud | Publik: 372 Domare: Lena Arwedal, Mellerud |
|  |               |            |         |                               | Publik: 372 Domare: Lena Arwedal, Mellerud | Publik: 372 Domare: Lena Arwedal, Mellerud |

|  | Tisdag 19 maj | AIK               | 1 – 2   | LdB FC                                     | Skytteholms IP, Stockholm                 |                                           |
|  |               | Frida Höglund 45′ | rapport | 17′ Renata da Costa 76′ Dora Stefansdottir | Publik: 387 Domare: Eva Ödlund, Sundsvall | Publik: 387 Domare: Eva Ödlund, Sundsvall |
|  |               |                   |         |                                            | Publik: 387 Domare: Eva Ödlund, Sundsvall | Publik: 387 Domare: Eva Ödlund, Sundsvall |
|  |               |                   |         |                                            | Publik: 387 Domare: Eva Ödlund, Sundsvall | Publik: 387 Domare: Eva Ödlund, Sundsvall |

### Omgång 8
|  | Söndag 24 maj | Göteborg | 7 – 0   | Piteå | Valhalla IP, Göteborg                      |                                            |
|  |               | Sara Lindén 15′ Linnea Liljegärd 29′ Anna Ahlstrand 33′ Sara Lindén 66′ Linnea Liljegärd 79′ Linnea Liljegärd 86′ Jane Törnqvist 90′ | rapport |       | Publik: 418 Domare: Susanne Borg, Göteborg | Publik: 418 Domare: Susanne Borg, Göteborg |
|  |               | |         |       | Publik: 418 Domare: Susanne Borg, Göteborg | Publik: 418 Domare: Susanne Borg, Göteborg |
|  |               | |         |       | Publik: 418 Domare: Susanne Borg, Göteborg | Publik: 418 Domare: Susanne Borg, Göteborg |

|  | Söndag 24 maj | Hammarby                                                                                 | 4 – 1   | Stattena          | Hammarby IP, Stockholm                     |                                            |
|  |               | Nazanin Vaseghpanah 17′ Nazanin Vaseghpanah 53′ Johanna Andersson 75′ Lena Andersson 90′ | rapport | 74′ Jessica Julin | Publik: 665 Domare: Sara Persson, Rävlanda | Publik: 665 Domare: Sara Persson, Rävlanda |
|  |               |                                                                                          |         |                   | Publik: 665 Domare: Sara Persson, Rävlanda | Publik: 665 Domare: Sara Persson, Rävlanda |
|  |               |                                                                                          |         |                   | Publik: 665 Domare: Sara Persson, Rävlanda | Publik: 665 Domare: Sara Persson, Rävlanda |

|  | Söndag 24 maj | Sunnanå                              | 2 – 1   | Kristianstad     | Norrvalla IP, Skellefteå                      |                                               |
|  |               | Carina Holmberg 17′ Kathryn Gill 51′ | rapport | 70′ Emma Sjödahl | Publik: 678 Domare: Linn Andersson, Stockholm | Publik: 678 Domare: Linn Andersson, Stockholm |
|  |               |                                      |         |                  | Publik: 678 Domare: Linn Andersson, Stockholm | Publik: 678 Domare: Linn Andersson, Stockholm |
|  |               |                                      |         |                  | Publik: 678 Domare: Linn Andersson, Stockholm | Publik: 678 Domare: Linn Andersson, Stockholm |

|  | Söndag 24 maj | Örebro                          | 2 – 2   | Djurgården                    | Behrn Arena, Örebro                              |                                                  |
|  |               | Olina Gudbjörg 14′ Självmål 63′ | rapport | 73′ Självmål 80′ Gudrun Soley | Publik: 716 Domare: Susanna Johansson, Huskvarna | Publik: 716 Domare: Susanna Johansson, Huskvarna |
|  |               |                                 |         |                               | Publik: 716 Domare: Susanna Johansson, Huskvarna | Publik: 716 Domare: Susanna Johansson, Huskvarna |
|  |               |                                 |         |                               | Publik: 716 Domare: Susanna Johansson, Huskvarna | Publik: 716 Domare: Susanna Johansson, Huskvarna |

|  | Tisdag 26 maj | Linköping                                                                                                | 5 – 0   | AIK | Folkungavallen, Linköping               |                                         |
|  |               | Kosovare Asllani 17′ Caroline Seger 39′ Jessica Landström 63′ Jessica Landström 69′ Kosovare Asllani 80′ | rapport |     | Publik: 1 158 Domare: Paula Törn, Lagan | Publik: 1 158 Domare: Paula Törn, Lagan |
|  |               | |         |     | Publik: 1 158 Domare: Paula Törn, Lagan | Publik: 1 158 Domare: Paula Törn, Lagan |
|  |               | |         |     | Publik: 1 158 Domare: Paula Törn, Lagan | Publik: 1 158 Domare: Paula Törn, Lagan |

|  | Tisdag 26 maj | LdB FC             | 1 – 2   | Umeå IK                                  | Malmö IP, Malmö                                    |                                                    |
|  |               | Linda Forsberg 41′ | rapport | 33′ Lisa Dahlkvist 64′ Karolina Westberg | Publik: 2 790 Domare: Linda Johannesson, Jönköping | Publik: 2 790 Domare: Linda Johannesson, Jönköping |
|  |               |                    |         |                                          | Publik: 2 790 Domare: Linda Johannesson, Jönköping | Publik: 2 790 Domare: Linda Johannesson, Jönköping |
|  |               |                    |         |                                          | Publik: 2 790 Domare: Linda Johannesson, Jönköping | Publik: 2 790 Domare: Linda Johannesson, Jönköping |

### Omgång 9
|  | Lördag 30 maj | AIK | 0 – 2   | Örebro                              | Skytteholms IP, Stockholm                              |                                                        |
|  |               |     | rapport | 77′ Sanna Talonen 84′ Sanna Talonen | Publik: 291 Domare: Mari-Louise Svanström, Trollhättan | Publik: 291 Domare: Mari-Louise Svanström, Trollhättan |
|  |               |     |         |                                     | Publik: 291 Domare: Mari-Louise Svanström, Trollhättan | Publik: 291 Domare: Mari-Louise Svanström, Trollhättan |
|  |               |     |         |                                     | Publik: 291 Domare: Mari-Louise Svanström, Trollhättan | Publik: 291 Domare: Mari-Louise Svanström, Trollhättan |

|  | Lördag 30 maj | Kristianstad | 0 – 3   | Göteborg                                                | Vilans IP, Kristianstad                   |                                           |
|  |               |              | rapport | 16′ Jane Törnqvist 51′ Linnea Liljegärd 73′ Sara Lindén | Publik: 483 Domare: Eva Ödlund, Sundsvall | Publik: 483 Domare: Eva Ödlund, Sundsvall |
|  |               |              |         |                                                         | Publik: 483 Domare: Eva Ödlund, Sundsvall | Publik: 483 Domare: Eva Ödlund, Sundsvall |
|  |               |              |         |                                                         | Publik: 483 Domare: Eva Ödlund, Sundsvall | Publik: 483 Domare: Eva Ödlund, Sundsvall |

|  | Söndag 31 maj | Umeå IK                                                                                              | 5 – 0   | Stattena | Gammliavallen, Umeå                           |                                               |
|  |               | Ramona Bachmann 11′ Madelaine Edlund 57′ Ramona Bachmann 59′ Hanna Ljungberg 69′ Ramona Bachmann 74′ | rapport |          | Publik: 925 Domare: Linn Andersson, Stockholm | Publik: 925 Domare: Linn Andersson, Stockholm |
|  |               | |         |          | Publik: 925 Domare: Linn Andersson, Stockholm | Publik: 925 Domare: Linn Andersson, Stockholm |
|  |               | |         |          | Publik: 925 Domare: Linn Andersson, Stockholm | Publik: 925 Domare: Linn Andersson, Stockholm |

|  | Söndag 31 maj | Djurgården                              | 2 – 0   | Sunnanå | Kristinebergs IP, Stockholm                |                                            |
|  |               | Linda Sällström 24′ Linda Sällström 53′ | rapport |         | Publik: 372 Domare: Sara Persson, Rävlanda | Publik: 372 Domare: Sara Persson, Rävlanda |
|  |               |                                         |         |         | Publik: 372 Domare: Sara Persson, Rävlanda | Publik: 372 Domare: Sara Persson, Rävlanda |
|  |               |                                         |         |         | Publik: 372 Domare: Sara Persson, Rävlanda | Publik: 372 Domare: Sara Persson, Rävlanda |

|  | Söndag 31 maj | Piteå | 0 – 2   | Hammarby                                      | LF Arena, Piteå                              |                                              |
|  |               |       | rapport | 29′ Nazanin Vaseghpanah 45′ Kristin Bengtsson | Publik: 1 173 Domare: Lena Arwedal, Mellerud | Publik: 1 173 Domare: Lena Arwedal, Mellerud |
|  |               |       |         |                                               | Publik: 1 173 Domare: Lena Arwedal, Mellerud | Publik: 1 173 Domare: Lena Arwedal, Mellerud |
|  |               |       |         |                                               | Publik: 1 173 Domare: Lena Arwedal, Mellerud | Publik: 1 173 Domare: Lena Arwedal, Mellerud |

|  | Måndag 1 juni | Linköping | 0 – 0   | LdB FC | Folkungavallen, Linköping                          |                                                    |
|  |               |           | rapport |        | Publik: 2 287 Domare: Linda Johannesson, Jönköping | Publik: 2 287 Domare: Linda Johannesson, Jönköping |
|  |               |           |         |        | Publik: 2 287 Domare: Linda Johannesson, Jönköping | Publik: 2 287 Domare: Linda Johannesson, Jönköping |
|  |               |           |         |        | Publik: 2 287 Domare: Linda Johannesson, Jönköping | Publik: 2 287 Domare: Linda Johannesson, Jönköping |

### Omgång 10
|  | Lördag 6 juni | Göteborg                                                      | 3 – 1   | Djurgården        | Valhalla IP, Göteborg                 |                                       |
|  |               | Johanna Almgren 41′ Linnea Liljegärd 58′ Linnea Liljegärd 69′ | rapport | 90′ Sara Thunebro | Publik: 722 Domare: Paula Törn, Lagan | Publik: 722 Domare: Paula Törn, Lagan |
|  |               |                                                               |         |                   | Publik: 722 Domare: Paula Törn, Lagan | Publik: 722 Domare: Paula Törn, Lagan |
|  |               |                                                               |         |                   | Publik: 722 Domare: Paula Törn, Lagan | Publik: 722 Domare: Paula Törn, Lagan |

|  | Lördag 6 juni | Hammarby                                                          | 3 – 1   | Kristianstad       | Hammarby IP, Stockholm                                 |                                                        |
|  |               | Nazanin Vaseghpanah 44′ Lisa Björkvik 49′ Nazanin Vaseghpanah 62′ | rapport | 71′ Susanne Moberg | Publik: 408 Domare: Mari-Louise Svanström, Trollhättan | Publik: 408 Domare: Mari-Louise Svanström, Trollhättan |
|  |               |                                                                   |         |                    | Publik: 408 Domare: Mari-Louise Svanström, Trollhättan | Publik: 408 Domare: Mari-Louise Svanström, Trollhättan |
|  |               |                                                                   |         |                    | Publik: 408 Domare: Mari-Louise Svanström, Trollhättan | Publik: 408 Domare: Mari-Louise Svanström, Trollhättan |

|  | Söndag 7 juni | Umeå IK                             | 2 – 1   | Linköping       | Gammliavallen, Umeå                          |                                              |
|  |               | Ramona Bachmann 41′ Maija Saari 69′ | rapport | 70′ Faith Ikidi | Publik: 1 853 Domare: Lena Arwedal, Mellerud | Publik: 1 853 Domare: Lena Arwedal, Mellerud |
|  |               |                                     |         |                 | Publik: 1 853 Domare: Lena Arwedal, Mellerud | Publik: 1 853 Domare: Lena Arwedal, Mellerud |
|  |               |                                     |         |                 | Publik: 1 853 Domare: Lena Arwedal, Mellerud | Publik: 1 853 Domare: Lena Arwedal, Mellerud |

|  | Söndag 7 juni | Örebro                              | 2 – 1   | LdB FC              | Behrn Arena, Örebro                           |                                               |
|  |               | Sanna Talonen 66′ Sanna Talonen 69′ | rapport | 85′ Renata da Costa | Publik: 778 Domare: Linn Andersson, Stockholm | Publik: 778 Domare: Linn Andersson, Stockholm |
|  |               |                                     |         |                     | Publik: 778 Domare: Linn Andersson, Stockholm | Publik: 778 Domare: Linn Andersson, Stockholm |
|  |               |                                     |         |                     | Publik: 778 Domare: Linn Andersson, Stockholm | Publik: 778 Domare: Linn Andersson, Stockholm |

|  | Söndag 7 juni | Stattena                                 | 2 – 2   | Piteå                             | Olympia, Helsingborg                       |                                            |
|  |               | Caroline Pettersson 49′ Elinor Klang 59′ | rapport | 17′ June Pedersen 20′ Kaylyn Kyle | Publik: 315 Domare: Sara Persson, Rävlanda | Publik: 315 Domare: Sara Persson, Rävlanda |
|  |               |                                          |         |                                   | Publik: 315 Domare: Sara Persson, Rävlanda | Publik: 315 Domare: Sara Persson, Rävlanda |
|  |               |                                          |         |                                   | Publik: 315 Domare: Sara Persson, Rävlanda | Publik: 315 Domare: Sara Persson, Rävlanda |

|  | Söndag 7 juni | Sunnanå | 0 – 2   | AIK                                | Norrvalla IP, Skellefteå                 |                                          |
|  |               |         | rapport | 35′ Linda Sembrant 59′ Louise Fors | Publik: 479 Domare: Anders Sandle, Luleå | Publik: 479 Domare: Anders Sandle, Luleå |
|  |               |         |         |                                    | Publik: 479 Domare: Anders Sandle, Luleå | Publik: 479 Domare: Anders Sandle, Luleå |
|  |               |         |         |                                    | Publik: 479 Domare: Anders Sandle, Luleå | Publik: 479 Domare: Anders Sandle, Luleå |

### Omgång 11
|  | Lördag 13 juni | AIK | 0 – 1   | Göteborg        | Skytteholms IP, Stockholm                 |                                           |
|  |                |     | rapport | 86′ Sara Lindén | Publik: 312 Domare: Eva Ödlund, Sundsvall | Publik: 312 Domare: Eva Ödlund, Sundsvall |
|  |                |     |         |                 | Publik: 312 Domare: Eva Ödlund, Sundsvall | Publik: 312 Domare: Eva Ödlund, Sundsvall |
|  |                |     |         |                 | Publik: 312 Domare: Eva Ödlund, Sundsvall | Publik: 312 Domare: Eva Ödlund, Sundsvall |

|  | Lördag 13 juni | Kristianstad                                                                         | 4 – 0   | Stattena | Vilans IP, Kristianstad               |                                       |
|  |                | Susanne Moberg 14′ Sofie Andersson 18′ Holmfridur Magnusdottir 34′ Frida Sjöfors 84′ | rapport |          | Publik: 724 Domare: Paula Törn, Lagan | Publik: 724 Domare: Paula Törn, Lagan |
|  |                |                                                                                      |         |          | Publik: 724 Domare: Paula Törn, Lagan | Publik: 724 Domare: Paula Törn, Lagan |
|  |                |                                                                                      |         |          | Publik: 724 Domare: Paula Törn, Lagan | Publik: 724 Domare: Paula Törn, Lagan |

|  | Söndag 14 juni | LdB FC | 0 – 4   | Sunnanå                                                                 | Malmö IP, Malmö                |                                |
|  |                |        | rapport | 10′ Kathryn Gill 60′ Linda Fransson 78′ Kathryn Gill 84′ Linda Fransson | Publik: 572 Domare: Marte Sörö | Publik: 572 Domare: Marte Sörö |
|  |                |        |         |                                                                         | Publik: 572 Domare: Marte Sörö | Publik: 572 Domare: Marte Sörö |
|  |                |        |         |                                                                         | Publik: 572 Domare: Marte Sörö | Publik: 572 Domare: Marte Sörö |

|  | Söndag 14 juni | Djurgården                                                                                                  | 5 – 2   | Hammarby                                    | Kristinebergs IP, Stockholm                   |                                               |
|  |                | Sara Thunebro 26′ Marijke Callebaut 38′ Marijke Callebaut 57′ Anna-Kaisa Rantanen 75′ Victoria Svensson 90′ | rapport | 21′ Annica Svensson 50′ Nazanin Vaseghpanah | Publik: 372 Domare: Jenny Palmqvist, Göteborg | Publik: 372 Domare: Jenny Palmqvist, Göteborg |
|  |                | |         |                                             | Publik: 372 Domare: Jenny Palmqvist, Göteborg | Publik: 372 Domare: Jenny Palmqvist, Göteborg |
|  |                | |         |                                             | Publik: 372 Domare: Jenny Palmqvist, Göteborg | Publik: 372 Domare: Jenny Palmqvist, Göteborg |

|  | Söndag 14 juni | Linköping                                                                             | 4 – 0   | Örebro | Folkungavallen, Linköping                  |                                            |
|  |                | Faith Ikidi 23′ Kosovare Asllani 49′ Maria Karlsson 71′ Margrét Lára Vidarsdottir 90′ | rapport |        | Publik: 707 Domare: Susanne Borg, Göteborg | Publik: 707 Domare: Susanne Borg, Göteborg |
|  |                |                                                                                       |         |        | Publik: 707 Domare: Susanne Borg, Göteborg | Publik: 707 Domare: Susanne Borg, Göteborg |
|  |                |                                                                                       |         |        | Publik: 707 Domare: Susanne Borg, Göteborg | Publik: 707 Domare: Susanne Borg, Göteborg |

|  | Måndag 15 juni | Piteå               | 1 – 1   | Umeå IK             | LF Arena, Piteå                                    |                                                    |
|  |                | Johanna Lindahl 25′ | rapport | 86′ Ramona Bachmann | Publik: 1 877 Domare: Susanna Johansson, Huskvarna | Publik: 1 877 Domare: Susanna Johansson, Huskvarna |
|  |                |                     |         |                     | Publik: 1 877 Domare: Susanna Johansson, Huskvarna | Publik: 1 877 Domare: Susanna Johansson, Huskvarna |
|  |                |                     |         |                     | Publik: 1 877 Domare: Susanna Johansson, Huskvarna | Publik: 1 877 Domare: Susanna Johansson, Huskvarna |

### Omgång 12
|  | Onsdag 17 juni | Linköping | 0 – 0   | Sunnanå | Folkungavallen, Linköping                       |                                                 |
|  |                |           | rapport |         | Publik: 1 123 Domare: Linn Andersson, Stockholm | Publik: 1 123 Domare: Linn Andersson, Stockholm |
|  |                |           |         |         | Publik: 1 123 Domare: Linn Andersson, Stockholm | Publik: 1 123 Domare: Linn Andersson, Stockholm |
|  |                |           |         |         | Publik: 1 123 Domare: Linn Andersson, Stockholm | Publik: 1 123 Domare: Linn Andersson, Stockholm |

|  | Torsdag 18 juni | Djurgården | 6 – 0   | Stattena | Kristinebergs IP, Stockholm                |                                            |
|  |                 | Marijke Callebaut 12′ Victoria Svensson 42′ Ann-Marie Norlin 72′ Rebecca Johnson 75′ Sara Thunebro 77′ Ann-Marie Norlin 87′ | rapport |          | Publik: 128 Domare: Sara Persson, Rävlanda | Publik: 128 Domare: Sara Persson, Rävlanda |
|  |                 | |         |          | Publik: 128 Domare: Sara Persson, Rävlanda | Publik: 128 Domare: Sara Persson, Rävlanda |
|  |                 | |         |          | Publik: 128 Domare: Sara Persson, Rävlanda | Publik: 128 Domare: Sara Persson, Rävlanda |

|  | Torsdag 18 juni | LdB FC                                                                   | 4 – 0   | Göteborg | Malmö IP, Malmö                            |                                            |
|  |                 | Manon Melis 13′ Pavlina Scasná 41′ Therese Sjögran 48′ Nilla Fischer 69′ | rapport |          | Publik: 501 Domare: Lena Arwedal, Mellerud | Publik: 501 Domare: Lena Arwedal, Mellerud |
|  |                 |                                                                          |         |          | Publik: 501 Domare: Lena Arwedal, Mellerud | Publik: 501 Domare: Lena Arwedal, Mellerud |
|  |                 |                                                                          |         |          | Publik: 501 Domare: Lena Arwedal, Mellerud | Publik: 501 Domare: Lena Arwedal, Mellerud |

|  | Söndag 21 juni | Kristianstad                         | 2 – 0   | Piteå | Vilans IP, Kristianstad                                  |                                                          |
|  |                | Mia Carlsson 20′ Therese Persson 56′ | rapport |       | Publik: 1 111 Domare: Mari-Louise Svanström, Trollhättan | Publik: 1 111 Domare: Mari-Louise Svanström, Trollhättan |
|  |                |                                      |         |       | Publik: 1 111 Domare: Mari-Louise Svanström, Trollhättan | Publik: 1 111 Domare: Mari-Louise Svanström, Trollhättan |
|  |                |                                      |         |       | Publik: 1 111 Domare: Mari-Louise Svanström, Trollhättan | Publik: 1 111 Domare: Mari-Louise Svanström, Trollhättan |

|  | Måndag 22 juni | AIK                | 1 – 1   | Hammarby                | Vilundavallen, Upplands Väsby                 |                                               |
|  |                | Annica Sjölund 39′ | rapport | 82′ Nazanin Vaseghpanah | Publik: 435 Domare: Jenny Palmqvist, Göteborg | Publik: 435 Domare: Jenny Palmqvist, Göteborg |
|  |                |                    |         |                         | Publik: 435 Domare: Jenny Palmqvist, Göteborg | Publik: 435 Domare: Jenny Palmqvist, Göteborg |
|  |                |                    |         |                         | Publik: 435 Domare: Jenny Palmqvist, Göteborg | Publik: 435 Domare: Jenny Palmqvist, Göteborg |

|  | Måndag 22 juni | Örebro | 0 – 1   | Umeå IK            | Behrn Arena, Örebro                             |                                                 |
|  |                |        | rapport | 3′ Ramona Bachmann | Publik: 1 788 Domare: Linn Andersson, Stockholm | Publik: 1 788 Domare: Linn Andersson, Stockholm |
|  |                |        |         |                    | Publik: 1 788 Domare: Linn Andersson, Stockholm | Publik: 1 788 Domare: Linn Andersson, Stockholm |
|  |                |        |         |                    | Publik: 1 788 Domare: Linn Andersson, Stockholm | Publik: 1 788 Domare: Linn Andersson, Stockholm |

### Omgång 13
|  | Torsdag 25 juni | Piteå | 0 – 2   | Djurgården                               | LF Arena, Piteå                              |                                              |
|  |                 |       | rapport | 9′ Linda Sällström 19′ Victoria Svensson | Publik: 3,788 Domare: Susanne Borg, Göteborg | Publik: 3,788 Domare: Susanne Borg, Göteborg |
|  |                 |       |         |                                          | Publik: 3,788 Domare: Susanne Borg, Göteborg | Publik: 3,788 Domare: Susanne Borg, Göteborg |
|  |                 |       |         |                                          | Publik: 3,788 Domare: Susanne Borg, Göteborg | Publik: 3,788 Domare: Susanne Borg, Göteborg |

|  | Söndag 28 juni | Göteborg | 0 – 1   | Linköping             | Valhalla IP, Göteborg                 |                                       |
|  |                |          | rapport | 45′ Jessica Landström | Publik: 783 Domare: Paula Törn, Lagan | Publik: 783 Domare: Paula Törn, Lagan |
|  |                |          |         |                       | Publik: 783 Domare: Paula Törn, Lagan | Publik: 783 Domare: Paula Törn, Lagan |
|  |                |          |         |                       | Publik: 783 Domare: Paula Törn, Lagan | Publik: 783 Domare: Paula Törn, Lagan |

|  | Söndag 28 juni | Stattena | 0 – 4   | AIK                                                                                    | Olympia, Helsingborg                       |                                            |
|  |                |          | rapport | 74′ Louise Fors 83′ Emelie Ölander 90′ Kimberly Gustafsson 90′ Laura Österberg Kalmari | Publik: 273 Domare: Lena Arwedal, Mellerud | Publik: 273 Domare: Lena Arwedal, Mellerud |
|  |                |          |         |                                                                                        | Publik: 273 Domare: Lena Arwedal, Mellerud | Publik: 273 Domare: Lena Arwedal, Mellerud |
|  |                |          |         |                                                                                        | Publik: 273 Domare: Lena Arwedal, Mellerud | Publik: 273 Domare: Lena Arwedal, Mellerud |

|  | Söndag 28 juni | Hammarby | 0 – 1   | LdB FC          | Hammarby IP, Stockholm                   |                                          |
|  |                |          | rapport | 86′ Manon Melis | Publik: 394 Domare: Jonny Ahlvin, Tyresö | Publik: 394 Domare: Jonny Ahlvin, Tyresö |
|  |                |          |         |                 | Publik: 394 Domare: Jonny Ahlvin, Tyresö | Publik: 394 Domare: Jonny Ahlvin, Tyresö |
|  |                |          |         |                 | Publik: 394 Domare: Jonny Ahlvin, Tyresö | Publik: 394 Domare: Jonny Ahlvin, Tyresö |

|  | Måndag 29 juni | Umeå IK | 8 – 0   | Kristianstad | Dragon 1, Umeå                                   |                                                  |
|  |                | Hanna Ljungberg 16′ Johanna Rasmussen 48′ Ramona Bachmann 49′ Johanna Rasmussen 51′ Ramona Bachmann 54′ Johanna Rasmussen 70′ Ramona Bachmann 87′ Emmelie Konradsson 89′ | rapport |              | Publik: 2 147 Domare: Jonathan Forsman, Holmsund | Publik: 2 147 Domare: Jonathan Forsman, Holmsund |
|  |                | |         |              | Publik: 2 147 Domare: Jonathan Forsman, Holmsund | Publik: 2 147 Domare: Jonathan Forsman, Holmsund |
|  |                | |         |              | Publik: 2 147 Domare: Jonathan Forsman, Holmsund | Publik: 2 147 Domare: Jonathan Forsman, Holmsund |

|  | Måndag 29 juni | Sunnanå            | 1 – 2   | Örebro                                  | Norrvalla IP, Skellefteå                      |                                               |
|  |                | Hanna Marklund 69′ | rapport | 52′ Marie Hammarström 82′ Sanna Talonen | Publik: 820 Domare: Jenny Palmqvist, Göteborg | Publik: 820 Domare: Jenny Palmqvist, Göteborg |
|  |                |                    |         |                                         | Publik: 820 Domare: Jenny Palmqvist, Göteborg | Publik: 820 Domare: Jenny Palmqvist, Göteborg |
|  |                |                    |         |                                         | Publik: 820 Domare: Jenny Palmqvist, Göteborg | Publik: 820 Domare: Jenny Palmqvist, Göteborg |

### Omgång 14
|  | Fredag 3 juli | Djurgården                                                                                     | 4 – 0   | Kristianstad | Kristinebergs IP, Stockholm         |                                     |
|  |               | Gudrun Soley Gunnarsdottir 13′ Marijke Callebaut 21′ Victoria Svensson 88′ Linda Sällström 90′ | rapport |              | Publik: 273 Domare: Kirsi Heikkinen | Publik: 273 Domare: Kirsi Heikkinen |
|  |               |                                                                                                |         |              | Publik: 273 Domare: Kirsi Heikkinen | Publik: 273 Domare: Kirsi Heikkinen |
|  |               |                                                                                                |         |              | Publik: 273 Domare: Kirsi Heikkinen | Publik: 273 Domare: Kirsi Heikkinen |

|  | Lördag 4 juli | Örebro | 0 – 0   | Göteborg | Behrn Arena, Örebro                      |                                          |
|  |               |        | rapport |          | Publik: 512 Domare: Ann Helene Östervold | Publik: 512 Domare: Ann Helene Östervold |
|  |               |        |         |          | Publik: 512 Domare: Ann Helene Östervold | Publik: 512 Domare: Ann Helene Östervold |
|  |               |        |         |          | Publik: 512 Domare: Ann Helene Östervold | Publik: 512 Domare: Ann Helene Östervold |

|  | Lördag 4 juli | AIK                                                                      | 3 – 1   | Piteå              | Skytteholms IP, Stockholm                |                                          |
|  |               | Annica Sjölund 45′ Laura Österberg Kalmari 75′ Emelie Karlsson Wedin 83′ | rapport | 22′ Brittany Timko | Publik: 324 Domare: Jonny Ahlvin, Tyresö | Publik: 324 Domare: Jonny Ahlvin, Tyresö |
|  |               |                                                                          |         |                    | Publik: 324 Domare: Jonny Ahlvin, Tyresö | Publik: 324 Domare: Jonny Ahlvin, Tyresö |
|  |               |                                                                          |         |                    | Publik: 324 Domare: Jonny Ahlvin, Tyresö | Publik: 324 Domare: Jonny Ahlvin, Tyresö |

|  | Söndag 5 juli | Linköping             | 1 – 0   | Hammarby | Folkungavallen, Linköping                    |                                              |
|  |               | Julie Rydahl Bukh 58′ | rapport |          | Publik: 728 Domare: Zdravko Papic, Västervik | Publik: 728 Domare: Zdravko Papic, Västervik |
|  |               |                       |         |          | Publik: 728 Domare: Zdravko Papic, Västervik | Publik: 728 Domare: Zdravko Papic, Västervik |
|  |               |                       |         |          | Publik: 728 Domare: Zdravko Papic, Västervik | Publik: 728 Domare: Zdravko Papic, Västervik |

|  | Söndag 5 juli | LdB FC | 8 – 0   | Stattena | Malmö IP, Malmö                            |                                            |
|  |               | Renata da Costa 20′ Therese Sjögran 30′ Linda Forsberg 42′ Linda Forsberg 47′ Renata da Costa 50′ Manon Melis 73′ Manon Melis 76′ Therese Sjögran 80′ | rapport |          | Publik: 620 Domare: Susanne Borg, Göteborg | Publik: 620 Domare: Susanne Borg, Göteborg |
|  |               | |         |          | Publik: 620 Domare: Susanne Borg, Göteborg | Publik: 620 Domare: Susanne Borg, Göteborg |
|  |               | |         |          | Publik: 620 Domare: Susanne Borg, Göteborg | Publik: 620 Domare: Susanne Borg, Göteborg |

|  | Söndag 5 juli | Sunnanå | 0 – 3   | Umeå IK                                                    | Norrvalla IP, Skellefteå                       |                                                |
|  |               |         | rapport | 27′ Ramona Bachmann 41′ Ramona Bachmann 71′ Mami Yamaguchi | Publik: 1 678 Domare: Roland Adelsson, Vindeln | Publik: 1 678 Domare: Roland Adelsson, Vindeln |
|  |               |         |         |                                                            | Publik: 1 678 Domare: Roland Adelsson, Vindeln | Publik: 1 678 Domare: Roland Adelsson, Vindeln |
|  |               |         |         |                                                            | Publik: 1 678 Domare: Roland Adelsson, Vindeln | Publik: 1 678 Domare: Roland Adelsson, Vindeln |

### Omgång 15
|  | Onsdag 8 juli | Hammarby | 0 – 2   | Örebro                            | Hammarby IP, Stockholm                           |                                                  |
|  |               |          | rapport | 24′ Susanna Lehtinen 70′ Självmål | Publik: 455 Domare: Susanna Johansson, Huskvarna | Publik: 455 Domare: Susanna Johansson, Huskvarna |
|  |               |          |         |                                   | Publik: 455 Domare: Susanna Johansson, Huskvarna | Publik: 455 Domare: Susanna Johansson, Huskvarna |
|  |               |          |         |                                   | Publik: 455 Domare: Susanna Johansson, Huskvarna | Publik: 455 Domare: Susanna Johansson, Huskvarna |

|  | Onsdag 8 juli | Stattena             | 1 – 3   | Linköping                                                    | Olympia, Helsingborg                  |                                       |
|  |               | Hanna Pettersson 88′ | rapport | 1′ Caroline Seger 64′ Kosovare Asllani 71′ Jessica Landström | Publik: 340 Domare: Paula Törn, Lagan | Publik: 340 Domare: Paula Törn, Lagan |
|  |               |                      |         |                                                              | Publik: 340 Domare: Paula Törn, Lagan | Publik: 340 Domare: Paula Törn, Lagan |
|  |               |                      |         |                                                              | Publik: 340 Domare: Paula Törn, Lagan | Publik: 340 Domare: Paula Törn, Lagan |

|  | Onsdag 8 juli | Piteå | 0 – 2   | LdB FC                                | LF Arena, Piteå                                 |                                                 |
|  |               |       | rapport | 19′ Linda Forsberg 25′ Maria Aronsson | Publik: 1 747 Domare: Linn Andersson, Stockholm | Publik: 1 747 Domare: Linn Andersson, Stockholm |
|  |               |       |         |                                       | Publik: 1 747 Domare: Linn Andersson, Stockholm | Publik: 1 747 Domare: Linn Andersson, Stockholm |
|  |               |       |         |                                       | Publik: 1 747 Domare: Linn Andersson, Stockholm | Publik: 1 747 Domare: Linn Andersson, Stockholm |

|  | Onsdag 8 juli | Kristianstad                                                            | 3 – 2   | AIK                           | Vilans IP, Kristianstad                    |                                            |
|  |               | Sofie Andersson 21′ Margrét Lára Vidarsdóttir 47′ Antonia Göransson 90′ | rapport | 57′ Anne Mäkinen 73′ Självmål | Publik: 736 Domare: Lena Arwedal, Mellerud | Publik: 736 Domare: Lena Arwedal, Mellerud |
|  |               |                                                                         |         |                               | Publik: 736 Domare: Lena Arwedal, Mellerud | Publik: 736 Domare: Lena Arwedal, Mellerud |
|  |               |                                                                         |         |                               | Publik: 736 Domare: Lena Arwedal, Mellerud | Publik: 736 Domare: Lena Arwedal, Mellerud |

|  | Onsdag 8 juli | Umeå IK | 0 – 0   | Djurgården | Dragon 1, Umeå                                  |                                                 |
|  |               |         | rapport |            | Publik: 2 519 Domare: Jenny Palmqvist, Göteborg | Publik: 2 519 Domare: Jenny Palmqvist, Göteborg |
|  |               |         |         |            | Publik: 2 519 Domare: Jenny Palmqvist, Göteborg | Publik: 2 519 Domare: Jenny Palmqvist, Göteborg |
|  |               |         |         |            | Publik: 2 519 Domare: Jenny Palmqvist, Göteborg | Publik: 2 519 Domare: Jenny Palmqvist, Göteborg |

|  | Onsdag 8 juli | Göteborg             | 1 – 0   | Sunnanå | Valhalla IP, Göteborg                            |                                                  |
|  |               | Linnea Liljegärd 51′ | rapport |         | Publik: 738 Domare: Linda Johannesson, Jönköping | Publik: 738 Domare: Linda Johannesson, Jönköping |
|  |               |                      |         |         | Publik: 738 Domare: Linda Johannesson, Jönköping | Publik: 738 Domare: Linda Johannesson, Jönköping |
|  |               |                      |         |         | Publik: 738 Domare: Linda Johannesson, Jönköping | Publik: 738 Domare: Linda Johannesson, Jönköping |

### Omgång 16
|  | Lördag 25 juli | AIK                                         | 2 – 4   | Djurgården                                                                            | Skytteholms IP, Stockholm                     |                                               |
|  |                | Kimberly Gustafsson 49′ Hanna Folkesson 70′ | rapport | 27′ Victoria Svensson 30′ Victoria Svensson 31′ Marijke Callebaut 34′ Linda Sällström | Publik: 524 Domare: Jenny Palmqvist, Göteborg | Publik: 524 Domare: Jenny Palmqvist, Göteborg |
|  |                |                                             |         |                                                                                       | Publik: 524 Domare: Jenny Palmqvist, Göteborg | Publik: 524 Domare: Jenny Palmqvist, Göteborg |
|  |                |                                             |         |                                                                                       | Publik: 524 Domare: Jenny Palmqvist, Göteborg | Publik: 524 Domare: Jenny Palmqvist, Göteborg |

|  | Söndag 26 juli | Linköping                                                                                                 | 5 – 0   | Piteå | Folkungavallen, Linköping                |                                          |
|  |                | Kosovare Asllani 24′ Kosovare Asllani 27′ Kosovare Asllani 29′ Jessica Landström 57′ Kosovare Asllani 87′ | rapport |       | Publik: 591 Domare: Markus Guldbrandsson | Publik: 591 Domare: Markus Guldbrandsson |
|  |                | |         |       | Publik: 591 Domare: Markus Guldbrandsson | Publik: 591 Domare: Markus Guldbrandsson |
|  |                | |         |       | Publik: 591 Domare: Markus Guldbrandsson | Publik: 591 Domare: Markus Guldbrandsson |

|  | Söndag 26 juli | Örebro | 7 – 1   | Stattena                | Behrn Arena, Örebro                              |                                                  |
|  |                | Maria Nordbrant 28′ Sanna Talonen 47′ Edda Gardarsdottir 51′ Ingrid Ericson Jogsten 57′ Emelia Erixon 85′ Kim Ekebom 90′ Kim Ekebom 90′ | rapport | 90′ Caroline Pettersson | Publik: 616 Domare: Susanna Johansson, Huskvarna | Publik: 616 Domare: Susanna Johansson, Huskvarna |
|  |                | |         |                         | Publik: 616 Domare: Susanna Johansson, Huskvarna | Publik: 616 Domare: Susanna Johansson, Huskvarna |
|  |                | |         |                         | Publik: 616 Domare: Susanna Johansson, Huskvarna | Publik: 616 Domare: Susanna Johansson, Huskvarna |

|  | Söndag 26 juli | Sunnanå               | 1 – 0   | Hammarby | Norrvalla IP, Skellefteå                       |                                                |
|  |                | Josefin Johansson 13′ | rapport |          | Publik: 501 Domare: Jonathan Forsman, Holmsund | Publik: 501 Domare: Jonathan Forsman, Holmsund |
|  |                |                       |         |          | Publik: 501 Domare: Jonathan Forsman, Holmsund | Publik: 501 Domare: Jonathan Forsman, Holmsund |
|  |                |                       |         |          | Publik: 501 Domare: Jonathan Forsman, Holmsund | Publik: 501 Domare: Jonathan Forsman, Holmsund |

|  | Måndag 27 juli | Göteborg             | 1 – 0   | Umeå IK | Valhalla IP, Göteborg                        |                                              |
|  |                | Linnea Liljegärd 45′ | rapport |         | Publik: 1 157 Domare: Lena Arwedal, Mellerud | Publik: 1 157 Domare: Lena Arwedal, Mellerud |
|  |                |                      |         |         | Publik: 1 157 Domare: Lena Arwedal, Mellerud | Publik: 1 157 Domare: Lena Arwedal, Mellerud |
|  |                |                      |         |         | Publik: 1 157 Domare: Lena Arwedal, Mellerud | Publik: 1 157 Domare: Lena Arwedal, Mellerud |

|  | Måndag 27 juli | LdB FC | 6 – 0   | Kristianstad | Malmö IP, Malmö                       |                                       |
|  |                | Emma Wilhelmsson 12′ Frida Nordin 39′ Frida Nordin 55′ Manon Melis 68′ Frida Nordin 77′ Michaela Johnsson 81′ | rapport |              | Publik: 702 Domare: Paula Törn, Lagan | Publik: 702 Domare: Paula Törn, Lagan |
|  |                | |         |              | Publik: 702 Domare: Paula Törn, Lagan | Publik: 702 Domare: Paula Törn, Lagan |
|  |                | |         |              | Publik: 702 Domare: Paula Törn, Lagan | Publik: 702 Domare: Paula Törn, Lagan |

### Omgång 17
|  | Lördag 26 september | Kristianstad        | 1 – 2   | Linköping                                  | Vilans IP, Kristianstad                           |                                                   |
|  |                     | Sofie Andersson 59′ | rapport | 22′ Kosovare Asllani 79′ Jessica Landström | Publik: 458 Domare: Pernilla Larsson, Trollhättan | Publik: 458 Domare: Pernilla Larsson, Trollhättan |
|  |                     |                     |         |                                            | Publik: 458 Domare: Pernilla Larsson, Trollhättan | Publik: 458 Domare: Pernilla Larsson, Trollhättan |
|  |                     |                     |         |                                            | Publik: 458 Domare: Pernilla Larsson, Trollhättan | Publik: 458 Domare: Pernilla Larsson, Trollhättan |

|  | Lördag 26 september | Hammarby            | 1 – 4   | Göteborg                                                                    | Hammarby IP, Stockholm                           |                                                  |
|  |                     | Annica Svensson 30′ | rapport | 6′ Linnea Liljegärd 19′ Linnea Liljegärd 39′ Sara Lindén 52′ Anna Ahlstrand | Publik: 342 Domare: Susanna Johansson, Huskvarna | Publik: 342 Domare: Susanna Johansson, Huskvarna |
|  |                     |                     |         |                                                                             | Publik: 342 Domare: Susanna Johansson, Huskvarna | Publik: 342 Domare: Susanna Johansson, Huskvarna |
|  |                     |                     |         |                                                                             | Publik: 342 Domare: Susanna Johansson, Huskvarna | Publik: 342 Domare: Susanna Johansson, Huskvarna |

|  | Söndag 27 september | Stattena | 0 – 5   | Sunnanå                                                                                               | Olympia, Helsingborg                                   |                                                        |
|  |                     |          | rapport | 35′ Perpetua Nkwocha 39′ Sanna Frostevall 44′ Perpetua Nkwocha 77′ Josefin Johansson 87′ Lisa Renberg | Publik: 227 Domare: Mari-Louise Svanström, Trollhättan | Publik: 227 Domare: Mari-Louise Svanström, Trollhättan |
|  |                     |          |         | | Publik: 227 Domare: Mari-Louise Svanström, Trollhättan | Publik: 227 Domare: Mari-Louise Svanström, Trollhättan |
|  |                     |          |         | | Publik: 227 Domare: Mari-Louise Svanström, Trollhättan | Publik: 227 Domare: Mari-Louise Svanström, Trollhättan |

|  | Söndag 27 september | Piteå                                      | 2 – 1   | Örebro            | LF Arena, Piteå                              |                                              |
|  |                     | Jennifer Nobis 15′ Erika Nilsson-Waara 88′ | rapport | 46′ Sanna Talonen | Publik: 1 690 Domare: Sara Persson, Rävlanda | Publik: 1 690 Domare: Sara Persson, Rävlanda |
|  |                     |                                            |         |                   | Publik: 1 690 Domare: Sara Persson, Rävlanda | Publik: 1 690 Domare: Sara Persson, Rävlanda |
|  |                     |                                            |         |                   | Publik: 1 690 Domare: Sara Persson, Rävlanda | Publik: 1 690 Domare: Sara Persson, Rävlanda |

|  | Söndag 27 september | Umeå IK              | 1 – 1   | AIK             | Gammliavallen, Umeå                           |                                               |
|  |                     | Madelaine Edlund 44′ | rapport | 33′ Louise Fors | Publik: 879 Domare: Linn Andersson, Stockholm | Publik: 879 Domare: Linn Andersson, Stockholm |
|  |                     |                      |         |                 | Publik: 879 Domare: Linn Andersson, Stockholm | Publik: 879 Domare: Linn Andersson, Stockholm |
|  |                     |                      |         |                 | Publik: 879 Domare: Linn Andersson, Stockholm | Publik: 879 Domare: Linn Andersson, Stockholm |

|  | Tisdag 29 september | Djurgården | 0 – 3   | LdB FC                                                 | Kristinebergs IP, Stockholm                      |                                                  |
|  |                     |            | rapport | 36′ Frida Nordin 67′ Emma Wilhelmsson 85′ Frida Nordin | Publik: 234 Domare: Linda Johannesson, Jönköping | Publik: 234 Domare: Linda Johannesson, Jönköping |
|  |                     |            |         |                                                        | Publik: 234 Domare: Linda Johannesson, Jönköping | Publik: 234 Domare: Linda Johannesson, Jönköping |
|  |                     |            |         |                                                        | Publik: 234 Domare: Linda Johannesson, Jönköping | Publik: 234 Domare: Linda Johannesson, Jönköping |

### Omgång 18
|  | Lördag 3 oktober | Sunnanå                               | 2 – 1   | Piteå              | Norrvalla IP, Skellefteå                   |                                            |
|  |                  | Linda Fransson 40′ Linda Fransson 57′ | rapport | 10′ Mari Lundqvist | Publik: 783 Domare: Lena Arwedal, Mellerud | Publik: 783 Domare: Lena Arwedal, Mellerud |
|  |                  |                                       |         |                    | Publik: 783 Domare: Lena Arwedal, Mellerud | Publik: 783 Domare: Lena Arwedal, Mellerud |
|  |                  |                                       |         |                    | Publik: 783 Domare: Lena Arwedal, Mellerud | Publik: 783 Domare: Lena Arwedal, Mellerud |

|  | Lördag 3 oktober | Göteborg                                | 2 – 0   | Stattena | Valhalla IP, Göteborg               |                                     |
|  |                  | Linnea Liljegärd 5′ Caroline Näfver 13′ | rapport |          | Publik: 423 Domare: Lina Lehtovaara | Publik: 423 Domare: Lina Lehtovaara |
|  |                  |                                         |         |          | Publik: 423 Domare: Lina Lehtovaara | Publik: 423 Domare: Lina Lehtovaara |
|  |                  |                                         |         |          | Publik: 423 Domare: Lina Lehtovaara | Publik: 423 Domare: Lina Lehtovaara |

|  | Söndag 4 oktober | Linköping                         | 2 – 0   | Djurgården | Folkungavallen, Linköping                       |                                                 |
|  |                  | Självmål 17′ Tilda Heimersson 65′ | rapport |            | Publik: 1 571 Domare: Jenny Palmqvist, Göteborg | Publik: 1 571 Domare: Jenny Palmqvist, Göteborg |
|  |                  |                                   |         |            | Publik: 1 571 Domare: Jenny Palmqvist, Göteborg | Publik: 1 571 Domare: Jenny Palmqvist, Göteborg |
|  |                  |                                   |         |            | Publik: 1 571 Domare: Jenny Palmqvist, Göteborg | Publik: 1 571 Domare: Jenny Palmqvist, Göteborg |

|  | Söndag 4 oktober | Hammarby                                                                                | 4 – 1   | Umeå IK              | Hammarby IP, Stockholm                            |                                                   |
|  |                  | Annica Svensson 10′ Nazanin Vaseghpanah 31′ Johanna Andersson 36′ Johanna Andersson 90′ | rapport | 7′ Johanna Rasmussen | Publik: 257 Domare: Pernilla Larsson, Trollhättan | Publik: 257 Domare: Pernilla Larsson, Trollhättan |
|  |                  |                                                                                         |         |                      | Publik: 257 Domare: Pernilla Larsson, Trollhättan | Publik: 257 Domare: Pernilla Larsson, Trollhättan |
|  |                  |                                                                                         |         |                      | Publik: 257 Domare: Pernilla Larsson, Trollhättan | Publik: 257 Domare: Pernilla Larsson, Trollhättan |

|  | Söndag 4 oktober | LdB FC                          | 2 – 0   | AIK | Malmö IP, Malmö                       |                                       |
|  |                  | Nera Smajić 54′ Manon Melis 76′ | rapport |     | Publik: 755 Domare: Paula Törn, Lagan | Publik: 755 Domare: Paula Törn, Lagan |
|  |                  |                                 |         |     | Publik: 755 Domare: Paula Törn, Lagan | Publik: 755 Domare: Paula Törn, Lagan |
|  |                  |                                 |         |     | Publik: 755 Domare: Paula Törn, Lagan | Publik: 755 Domare: Paula Törn, Lagan |

|  | Måndag 5 oktober | Örebro                                                   | 3 – 1   | Kristianstad          | Behrn Arena, Örebro                        |                                            |
|  |                  | Marie Hammarström 34′ Maria Nordbrant 40′ Kim Ekebom 61′ | rapport | 11′ Antonia Göransson | Publik: 370 Domare: Malin Johansson, Gävle | Publik: 370 Domare: Malin Johansson, Gävle |
|  |                  |                                                          |         |                       | Publik: 370 Domare: Malin Johansson, Gävle | Publik: 370 Domare: Malin Johansson, Gävle |
|  |                  |                                                          |         |                       | Publik: 370 Domare: Malin Johansson, Gävle | Publik: 370 Domare: Malin Johansson, Gävle |

### Omgång 19
|  | Lördag 10 oktober | Stattena             | 1 – 2   | Hammarby                                        | Olympia, Helsingborg                                   |                                                        |
|  |                   | Hanna Pettersson 13′ | rapport | 82′ Nazanin Vaseghpanah 90′ Nazanin Vaseghpanah | Publik: 253 Domare: Mari-Louise Svanström, Trollhättan | Publik: 253 Domare: Mari-Louise Svanström, Trollhättan |
|  |                   |                      |         |                                                 | Publik: 253 Domare: Mari-Louise Svanström, Trollhättan | Publik: 253 Domare: Mari-Louise Svanström, Trollhättan |
|  |                   |                      |         |                                                 | Publik: 253 Domare: Mari-Louise Svanström, Trollhättan | Publik: 253 Domare: Mari-Louise Svanström, Trollhättan |

|  | Lördag 10 oktober | Piteå              | 1 – 2   | Göteborg                                   | LF Arena, Piteå                                 |                                                 |
|  |                   | Jennifer Nobis 90′ | rapport | 70′ Jenny Hallstenson 88′ Linnea Liljegärd | Publik: 1 705 Domare: Linn Andersson, Stockholm | Publik: 1 705 Domare: Linn Andersson, Stockholm |
|  |                   |                    |         |                                            | Publik: 1 705 Domare: Linn Andersson, Stockholm | Publik: 1 705 Domare: Linn Andersson, Stockholm |
|  |                   |                    |         |                                            | Publik: 1 705 Domare: Linn Andersson, Stockholm | Publik: 1 705 Domare: Linn Andersson, Stockholm |

|  | Lördag 10 oktober | Djurgården                                 | 2 – 0   | Örebro | Kristinebergs IP, Stockholm           |                                       |
|  |                   | Victoria Svensson 53′ Matilda Rosqvist 82′ | rapport |        | Publik: 132 Domare: Paula Törn, Lagan | Publik: 132 Domare: Paula Törn, Lagan |
|  |                   |                                            |         |        | Publik: 132 Domare: Paula Törn, Lagan | Publik: 132 Domare: Paula Törn, Lagan |
|  |                   |                                            |         |        | Publik: 132 Domare: Paula Törn, Lagan | Publik: 132 Domare: Paula Törn, Lagan |

|  | Lördag 10 oktober | AIK                | 1 – 2   | Linköping                                  | Skytteholms IP, Stockholm                  |                                            |
|  |                   | Annica Sjölund 66′ | rapport | 35′ Kosovare Asllani 88′ Jessica Landström | Publik: 347 Domare: Lena Arwedal, Mellerud | Publik: 347 Domare: Lena Arwedal, Mellerud |
|  |                   |                    |         |                                            | Publik: 347 Domare: Lena Arwedal, Mellerud | Publik: 347 Domare: Lena Arwedal, Mellerud |
|  |                   |                    |         |                                            | Publik: 347 Domare: Lena Arwedal, Mellerud | Publik: 347 Domare: Lena Arwedal, Mellerud |

|  | Lördag 10 oktober | Umeå IK            | 1 – 0   | LdB FC | Gammliavallen, Umeå                             |                                                 |
|  |                   | Mami Yamaguchi 32′ | rapport |        | Publik: 1 216 Domare: Jenny Palmqvist, Göteborg | Publik: 1 216 Domare: Jenny Palmqvist, Göteborg |
|  |                   |                    |         |        | Publik: 1 216 Domare: Jenny Palmqvist, Göteborg | Publik: 1 216 Domare: Jenny Palmqvist, Göteborg |
|  |                   |                    |         |        | Publik: 1 216 Domare: Jenny Palmqvist, Göteborg | Publik: 1 216 Domare: Jenny Palmqvist, Göteborg |

|  | Söndag 11 oktober | Kristianstad                                                        | 3 – 2   | Sunnanå                                | Vilans IP, Kristianstad                    |                                            |
|  |                   | Antonia Göransson 38′ Sofie Persson 45′ Holmfridur Magnusdottir 90′ | rapport | 6′ Perpetua Nkwocha 78′ Erika Karlsson | Publik: 354 Domare: Sara Persson, Rävlanda | Publik: 354 Domare: Sara Persson, Rävlanda |
|  |                   |                                                                     |         |                                        | Publik: 354 Domare: Sara Persson, Rävlanda | Publik: 354 Domare: Sara Persson, Rävlanda |
|  |                   |                                                                     |         |                                        | Publik: 354 Domare: Sara Persson, Rävlanda | Publik: 354 Domare: Sara Persson, Rävlanda |

### Omgång 20
|  | Lördag 17 oktober | Göteborg | 2 – 1   | Kristianstad | Valhalla IP, Göteborg                                  |                                                        |
|  |                   |          | rapport |              | Publik: 973 Domare: Mari-Louise Svanström, Trollhättan | Publik: 973 Domare: Mari-Louise Svanström, Trollhättan |
|  |                   |          |         |              | Publik: 973 Domare: Mari-Louise Svanström, Trollhättan | Publik: 973 Domare: Mari-Louise Svanström, Trollhättan |
|  |                   |          |         |              | Publik: 973 Domare: Mari-Louise Svanström, Trollhättan | Publik: 973 Domare: Mari-Louise Svanström, Trollhättan |

|  | Söndag 18 oktober | Stattena | 1 – 3   | Umeå IK | Olympia, Helsingborg                             |                                                  |
|  |                   |          | rapport |         | Publik: 313 Domare: Susanna Johansson, Huskvarna | Publik: 313 Domare: Susanna Johansson, Huskvarna |
|  |                   |          |         |         | Publik: 313 Domare: Susanna Johansson, Huskvarna | Publik: 313 Domare: Susanna Johansson, Huskvarna |
|  |                   |          |         |         | Publik: 313 Domare: Susanna Johansson, Huskvarna | Publik: 313 Domare: Susanna Johansson, Huskvarna |

|  | Söndag 18 oktober | Sunnanå | 0 – 5   | Djurgården | Norrvalla IP, Skellefteå                      |                                               |
|  |                   |         | rapport |            | Publik: 283 Domare: Linn Andersson, Stockholm | Publik: 283 Domare: Linn Andersson, Stockholm |
|  |                   |         |         |            | Publik: 283 Domare: Linn Andersson, Stockholm | Publik: 283 Domare: Linn Andersson, Stockholm |
|  |                   |         |         |            | Publik: 283 Domare: Linn Andersson, Stockholm | Publik: 283 Domare: Linn Andersson, Stockholm |

|  | Söndag 18 oktober | LdB FC | 0 – 0   | Linköping | Malmö IP, Malmö                                     |                                                     |
|  |                   |        | rapport |           | Publik: 1 555 Domare: Pernilla Larsson, Trollhättan | Publik: 1 555 Domare: Pernilla Larsson, Trollhättan |
|  |                   |        |         |           | Publik: 1 555 Domare: Pernilla Larsson, Trollhättan | Publik: 1 555 Domare: Pernilla Larsson, Trollhättan |
|  |                   |        |         |           | Publik: 1 555 Domare: Pernilla Larsson, Trollhättan | Publik: 1 555 Domare: Pernilla Larsson, Trollhättan |

|  | Söndag 18 oktober | Hammarby | 2 – 2   | Piteå | Hammarby IP, Stockholm                |                                       |
|  |                   |          | rapport |       | Publik: 254 Domare: Paula Törn, Lagan | Publik: 254 Domare: Paula Törn, Lagan |
|  |                   |          |         |       | Publik: 254 Domare: Paula Törn, Lagan | Publik: 254 Domare: Paula Törn, Lagan |
|  |                   |          |         |       | Publik: 254 Domare: Paula Törn, Lagan | Publik: 254 Domare: Paula Törn, Lagan |

|  | Måndag 19 oktober | Örebro | 1 – 0   | AIK | Behrn Arena, Örebro                        |                                            |
|  |                   |        | rapport |     | Publik: 289 Domare: Sara Persson, Rävlanda | Publik: 289 Domare: Sara Persson, Rävlanda |
|  |                   |        |         |     | Publik: 289 Domare: Sara Persson, Rävlanda | Publik: 289 Domare: Sara Persson, Rävlanda |
|  |                   |        |         |     | Publik: 289 Domare: Sara Persson, Rävlanda | Publik: 289 Domare: Sara Persson, Rävlanda |

### Omgång 21
|  | Lördag 31 oktober | Kristianstad | 3 – 1   | Hammarby | Vilans IP, Kristianstad                    |                                            |
|  |                   |              | rapport |          | Publik: 582 Domare: Sara Persson, Rävlanda | Publik: 582 Domare: Sara Persson, Rävlanda |
|  |                   |              |         |          | Publik: 582 Domare: Sara Persson, Rävlanda | Publik: 582 Domare: Sara Persson, Rävlanda |
|  |                   |              |         |          | Publik: 582 Domare: Sara Persson, Rävlanda | Publik: 582 Domare: Sara Persson, Rävlanda |

|  | Lördag 31 oktober | AIK | 1 – 2   | Sunnanå | Skytteholms IP, Stockholm                  |                                            |
|  |                   |     | rapport |         | Publik: 204 Domare: Malin Johansson, Gävle | Publik: 204 Domare: Malin Johansson, Gävle |
|  |                   |     |         |         | Publik: 204 Domare: Malin Johansson, Gävle | Publik: 204 Domare: Malin Johansson, Gävle |
|  |                   |     |         |         | Publik: 204 Domare: Malin Johansson, Gävle | Publik: 204 Domare: Malin Johansson, Gävle |

|  | Lördag 31 oktober | Linköping | 4 – 0   | Umeå IK | Folkungavallen, Linköping                       |                                                 |
|  |                   |           | rapport |         | Publik: 2 723 Domare: Jenny Palmqvist, Göteborg | Publik: 2 723 Domare: Jenny Palmqvist, Göteborg |
|  |                   |           |         |         | Publik: 2 723 Domare: Jenny Palmqvist, Göteborg | Publik: 2 723 Domare: Jenny Palmqvist, Göteborg |
|  |                   |           |         |         | Publik: 2 723 Domare: Jenny Palmqvist, Göteborg | Publik: 2 723 Domare: Jenny Palmqvist, Göteborg |

|  | Söndag 1 november | Piteå | 1 – 2   | Stattena | LF Arena, Piteå                              |                                              |
|  |                   |       | rapport |          | Publik: 1 049 Domare: Lena Arwedal, Mellerud | Publik: 1 049 Domare: Lena Arwedal, Mellerud |
|  |                   |       |         |          | Publik: 1 049 Domare: Lena Arwedal, Mellerud | Publik: 1 049 Domare: Lena Arwedal, Mellerud |
|  |                   |       |         |          | Publik: 1 049 Domare: Lena Arwedal, Mellerud | Publik: 1 049 Domare: Lena Arwedal, Mellerud |

|  | Söndag 1 november | LdB FC | 1 – 1   | Örebro | Malmö IP, Malmö                               |                                               |
|  |                   |        | rapport |        | Publik: 525 Domare: Linn Andersson, Stockholm | Publik: 525 Domare: Linn Andersson, Stockholm |
|  |                   |        |         |        | Publik: 525 Domare: Linn Andersson, Stockholm | Publik: 525 Domare: Linn Andersson, Stockholm |
|  |                   |        |         |        | Publik: 525 Domare: Linn Andersson, Stockholm | Publik: 525 Domare: Linn Andersson, Stockholm |

|  | Söndag 1 november | Djurgården | 1 – 0   | Göteborg | Kristinebergs IP, Stockholm                       |                                                   |
|  |                   |            | rapport |          | Publik: 312 Domare: Pernilla Larsson, Trollhättan | Publik: 312 Domare: Pernilla Larsson, Trollhättan |
|  |                   |            |         |          | Publik: 312 Domare: Pernilla Larsson, Trollhättan | Publik: 312 Domare: Pernilla Larsson, Trollhättan |
|  |                   |            |         |          | Publik: 312 Domare: Pernilla Larsson, Trollhättan | Publik: 312 Domare: Pernilla Larsson, Trollhättan |

### Omgång 22
|  | Lördag 7 november | Hammarby | 0 – 1   | Djurgården | Hammarby IP, Stockholm                     |                                            |
|  |                   |          | rapport |            | Publik: 596 Domare: Malin Johansson, Gävle | Publik: 596 Domare: Malin Johansson, Gävle |
|  |                   |          |         |            | Publik: 596 Domare: Malin Johansson, Gävle | Publik: 596 Domare: Malin Johansson, Gävle |
|  |                   |          |         |            | Publik: 596 Domare: Malin Johansson, Gävle | Publik: 596 Domare: Malin Johansson, Gävle |

|  | Lördag 7 november | Stattena | 2 – 5   | Kristianstad | Olympia, Helsingborg                             |                                                  |
|  |                   |          | rapport |              | Publik: 369 Domare: Susanna Johansson, Huskvarna | Publik: 369 Domare: Susanna Johansson, Huskvarna |
|  |                   |          |         |              | Publik: 369 Domare: Susanna Johansson, Huskvarna | Publik: 369 Domare: Susanna Johansson, Huskvarna |
|  |                   |          |         |              | Publik: 369 Domare: Susanna Johansson, Huskvarna | Publik: 369 Domare: Susanna Johansson, Huskvarna |

|  | Lördag 7 november | Göteborg | 3 – 4   | AIK | Valhalla IP, Göteborg                      |                                            |
|  |                   |          | rapport |     | Publik: 643 Domare: Lena Arwedal, Mellerud | Publik: 643 Domare: Lena Arwedal, Mellerud |
|  |                   |          |         |     | Publik: 643 Domare: Lena Arwedal, Mellerud | Publik: 643 Domare: Lena Arwedal, Mellerud |
|  |                   |          |         |     | Publik: 643 Domare: Lena Arwedal, Mellerud | Publik: 643 Domare: Lena Arwedal, Mellerud |

|  | Lördag 7 november | Sunnanå | 0 – 1   | LdB FC | Norrvalla IP, Skellefteå                     |                                              |
|  |                   |         | rapport |        | Publik: 188 Domare: Roland Adelsson, Vindeln | Publik: 188 Domare: Roland Adelsson, Vindeln |
|  |                   |         |         |        | Publik: 188 Domare: Roland Adelsson, Vindeln | Publik: 188 Domare: Roland Adelsson, Vindeln |
|  |                   |         |         |        | Publik: 188 Domare: Roland Adelsson, Vindeln | Publik: 188 Domare: Roland Adelsson, Vindeln |

|  | Lördag 7 november | Umeå IK | 5 – 1   | Piteå | Gammliavallen, Umeå                               |                                                   |
|  |                   |         | rapport |       | Publik: 422 Domare: Pernilla Larsson, Trollhättan | Publik: 422 Domare: Pernilla Larsson, Trollhättan |
|  |                   |         |         |       | Publik: 422 Domare: Pernilla Larsson, Trollhättan | Publik: 422 Domare: Pernilla Larsson, Trollhättan |
|  |                   |         |         |       | Publik: 422 Domare: Pernilla Larsson, Trollhättan | Publik: 422 Domare: Pernilla Larsson, Trollhättan |

|  | Lördag 7 november | Örebro | 2 – 0   | Linköping | Behrn Arena, Örebro                   |                                       |
|  |                   |        | rapport |           | Publik: 636 Domare: Paula Törn, Lagan | Publik: 636 Domare: Paula Törn, Lagan |
|  |                   |        |         |           | Publik: 636 Domare: Paula Törn, Lagan | Publik: 636 Domare: Paula Törn, Lagan |
|  |                   |        |         |           | Publik: 636 Domare: Paula Törn, Lagan | Publik: 636 Domare: Paula Törn, Lagan |

## Statistik

### Skytteligan
Endast spelare som gjort mer än 10 mål.
| Pos. | Namn                | Klubb      | Antal mål | Varav straffmål |
| ---- | ------------------- | ---------- | --------- | --------------- |
| 1    | Linnea Liljegärd    | Göteborg   | 22        | 1               |
| 2    | Ramona Bachmann     | Umeå IK    | 14        | 0               |
| 2    | Victoria Svensson   | Djurgården | 14        | 2               |
| 4    | Nazanin Vaseghpanah | Hammarby   | 12        | 1               |
| 4    | Kosovare Asllani    | Linköping  | 12        | 1               |
| 4    | Jessica Landström   | Linköping  | 12        | 0               |
| 7    | Sara Lindén         | Göteborg   | 11        | 0               |
| 8    | Frida Nordin        | LdB FC     | 10        | 0               |
| 8    | Madelaine Edlund    | Umeå IK    | 10        | 0               |
| 8    | Manon Melis         | LdB FC     | 10        | 0               |